# نظام عددي غير متناظر
النظام العددي غير متناظر أو النظام العددي اللامتماثل (بالإنجليزية: Asymmetric Numeral Systems)‏ اختصارا (ANS) هي أحد الطرق في عائلة الترميز الإنتروبي للضغط غير المنقوص، طرحت لأول مرة من قبل جاروسلو جاكر دوبا  من جامعة ياغيلونيا.
بدءا من العام 2014 استخدمت الانظمة العددية اللامتماثلة على نطاق واسع، نتيجة لتفوق سرعة التنفيذ مقارنة بالطرق السابقة بحوالي 30 ضعف. ANS تدمج نسبة ضغط الترميز الحسابي (و الذي يستخدم احتمال توزيع دقيق نوعا ما) مع تكلفة معالجة قريبة من ترميز هوفمان، ANS يعتمد على الأرشفة وذلك ببناء آلة ذات حالات منتهية «ضمن جداول ANS Tables اختصارا (TANS)» لتعالج أبجدية كبيرة دون الحاجة للمضاعفة.
أهم مستخدمي ANS حاليا، منصة الضغط الخاصة بفيسبوك زدستاندر، إضافة لنواة أنظمة لينكس، وأندرويد الصادرة برقم طلب تعليق RFC8478 لنظم امتدادات البريد المتعددة MIME، وضمن بروتوكول HTTP ، إضافة لمنصة الضغط الخاصة بأبل LZFSE، وفي إمتدادات JPEG XL.

## المبدأ
الفكرة الاساسية هي ترميز المعلومات إلى اعداد طبيعية {\displaystyle x} ولوغارتم ثنائي قياسي حيث يمكن إضافة بت {\displaystyle s\in \{0,1\}} من المعلومات إلى {\displaystyle x} بإلحاق {\displaystyle s} بنهاية {\displaystyle x} والذي يعطينا {\displaystyle x'=2x+s} لكل مرمز إنتروبي، فيكون الحل الامثل للمعادلة السابقة عندما {\displaystyle \Pr(0)=\Pr(1)=1/2} حيث ان ANS يولد عملية تمثيل الخصائص للرموز {\displaystyle s\in S} ذو توزيع إحتمالي{\displaystyle (p_{s})_{s\in S}}، لوغارتم ANS لنتيجة المعلومات الملحقة من{\displaystyle s} إلى{\displaystyle x} سيعطى بالعلاقة {\displaystyle x'}، فيكون{\displaystyle x'\approx x\cdot p_{s}^{-1}} ، وبشكل مكافئ يمكن القول{\displaystyle \log _{2}(x')\approx \log _{2}(x)+\log _{2}(1/p_{s})} ، حيث {\displaystyle \log _{2}(x)} عدد بتات المعلومات المخزنة في {\displaystyle x} و {\displaystyle \log _{2}(1/p_{s})} عدد البتات المحتواة في الرمز {\displaystyle s}.